# Vasile Dîncu
Vasile Sebastian Dîncu (n. 25 noiembrie 1961, Runcu Salvei, Bistrița-Năsăud, România) este un politician român, de profesie sociolog. În prezent, reprezintă România în Parlamentul European, fiind vicepreședinte al Comisiei Speciale pentru Scutul Democrației, membru al  Comisiei pentru Afaceri Constituționale și membru al Delegației Parlamentului European în Adunarea Parlamentară NATO. 
Și-a început cariera politică în guvernul condus de Adrian Năstase - Guvernul Adrian Năstase (28 decembrie 2000 - 21 decembrie 2004), când a fost ministru al informațiilor publice. 
Între 17 noiembrie 2015 și 4 ianuarie 2017 a fost ministru al administrației și dezvoltării regionale și vicepremier în guvernul Dacian Cioloș.
Din 25 noiembrie 2021 până pe 24 octombrie 2022 a devenit ministrul Apărării Naționale în guvernul Nicolae Ciucă.
Este sociolog și predă la Universitatea din București.  
A fondat două companii de cercetare sociologică - Institutul de Studii Sociale, Marketing și Publicitate Metro Media Transilvania (1994) și Institutul Român pentru Evaluare și Strategie - IRES (2009).. 

## Cariera profesională actuală
Este profesor la Facultatea de Sociologie a Universității București. Susține cursuri de Sociologie Generală, Opinie publică, Comunicare, Cercetare de  piață, Management strategic. Este conducător de doctorat la IOSUD de pe lângă Universitatea București (din 2005).
Este membru ESOMAR (European Society for Opinion and Marketing Research), al Societății Sociologilor din România și al Asociației Sociologilor din România.
A fondat săptămânalului regional Transilvania REPORTER și al Revistei SINTEZA – revistă de cultură și gândire strategică.
Din anul 2014, este membru al Uniunii Scriitorilor din România.

## Activitatea politică
A fost prezent în mediul politic în perioada 2000-2007, deținând pe parcursul timpului funcții de conducere în cadrul Partidului Social Democrat, dar și funcții importante în domeniul guvernamental și de stat, printre care cea de Ministru al Informațiilor Publice (2000-2003) și șef al Agenției pentru Strategii Guvernamentale (2003-2004). 
A fost senator în Parlamentul României în legislaturile 2004-2008 și 2020-2024 și  membru în Grupul Socialiștilor în Parlamentul European (2005-2007). În noiembrie 2015, numele lui a fost vehiculat de presă  ca fiind una dintre variantele pentru funcția de Prim Ministru, după demisia lui Victor Ponta din funcția de șef al Executivului. În cele din urmă, prim ministru a devenit Dacian Cioloș, iar Vasile Dîncu a fost numit ministru al dezvoltării regionale și administrației publice în guvernul acestuia, deținând și portofoliul de viceprim-ministru.
La finele anului 2019 s-a reînscris în PSD, iar din august 2020 până în august 2024 a fost Președinte al Consiliului Național al Partidului Social Democrat.
Din august 2024 este vicepreședinte al PSD pe probleme de afaceri europene.

## Activitatea științifică
Activitatea științifică este centrată pe dezvoltarea unor analize și a unor teme de cercetare empirică privind realitatea românească din multiple unghiuri, dar mai ales pe mutațiile din zona realității simbolice și a infrastructurilor mentalitare (care este, de altfel, și subiectul tezei de doctorat), pe crearea de instituții, pe un proiect de prezență publică constantă, pe articularea de contraideologii. De-a lungul carierei didactice a pus bazele mai multor facultăți, centre de cercetare sau masterate în universități publice și private din București și Cluj-Napoca. 
Activitatea sa didactică este  orientată pe dezvoltarea unui proiect de discurs sociologic aplicat. A realizat numeroase studii în domeniile: teorie socială, sociologia opiniei publice, cercetarea relațiilor interetnice, sociologia mass media și a comunicării de masă, cercetare sociologică, atitudini și comportamente politice, securitate și gestiunea riscurilor, cultură și instituții, studiul credințelor colective, ideologiilor și superstițiilor.

## Volume de autor publicate
1. Vasile Sebastian Dâncu, Audiența radio în România, Editura Fundației Culturale Române, Cluj-Napoca 1998
2. Vasile Sebastian Dâncu, Societatea civilă și administrația locală, Metro Media Press, Cluj, 1999
3. Vasile Sebastian Dâncu, Comunicarea simbolică. Arhitectura discursului publicitar, Dacia, Cluj-Napoca, 1999. Premiul Fundației DACIA. Locul 7 în Topul Național de Carte (februarie 2000), re-editată 2009, Editura Eikon, Cluj Napoca
4. Vasile Sebastian Dâncu, Comunicarea în managementul instituțional, Editura Wolphin, Cluj-Napoca, 1999
5. Vasile Sebastian Dâncu, Țara telespectatorilor fericiți. Contraideologii, Editura Dacia, Cluj-Napoca, 2000, re-editată 2010
6. Vasile Sebastian Dâncu, Politica inutilă, Editura Eikon, Cluj-Napoca, 2007[25]
7. Vasile Sebastian Dâncu, Patrie de unică folosință, Editura RAO, 2010[26]
8. Vasile Sebastian Dâncu', Mitologii, fantasme și idolatrie, Editura RAO, 2011[27]
9. Vasile Sebastian Dâncu, Poveștile, viața și moartea, Editura Eikon, 2011[28]
10. Vasile Sebastian Dâncu, O Românie interioară, Editura Eikon, 2013[29]
11. Vasile Sebastian Dâncu, Triburile. O patologie a politicii românești de la Revoluție la Generația Facebook, Editura Școala Ardeleană, 2015[30] [31]
12. Vasile Sebastian Dâncu, Politically incorrect, Scenarii pentru o Românie posibilă, Editura Școala Ardeleană, 2016